# Emporia melanobasis
Emporia melanobasis es una especie de lepidóptero glosado del género Emporia. Fue descrita por Boris Balinsky en 1991, y se encuentra en Sudáfrica.

## Frijoles saltarines
Las larvas viven dentro del fruto de Spirostachys africana. Cuando los frutos maduran se dividen en tres secciones. Las larvas saltan dentro de estas secciones caídas, provocando que se muevan de un lado a otro errática y vigorosamente, para la sorpresa de quien no las ha visto antes. Esto ha llevado al nombre de "árbol de frijol saltarín". El frijol saltarín mexicano, Sebastiania sp., también pertenece a la familia Euphorbiaceae y está parasitado por la polilla Cydia deshaisiana.